# Parammobatodes craterus
Parammobatodes craterus là một loài Hymenoptera trong họ Apidae. Loài này được Engel mô tả khoa học năm 2008.